# Andrei Guelàssimov
Andrei Valérievitx Guelàssimov (rus: Андрей Валерьевич Геласимов), nascut el 7 a Irkutsk, és un autor rus de novel·la, traductor, director de teatre, guionista i professor de literatura a la Universitat de Moscou.

## Biografia
Andrei Guelàssimov es va graduar en lletres a la Universitat Federal del Nord-est, a Iakútia (1987). Entre 1988 i el 1992 va estudiar direcció teatral a l'Institut d'Estudis Teatrals (GITIS) de Moscou, amb Anatoli Vasiliev. Entre 1996 i 1997 es va formar a la Universitat de Hull. El 1997 va defensar a la Universitat Estatal Pedagògica de Moscou la tesi doctoral "Motius orientals en l'obra d'Oscar Wilde". Va treballar com a professor associat al Departament de Filologia Anglesa de la Universitat de Iakútia i després va ensenyar literatura angloamericana a la Universitat de Moscou, ciutat on viu des del 2002. Ha fet guions per a pel·lícules i va debutar com a escriptor el 2001. Ha obtingut diversos premis, entre els quals el Prix de la Découverte del Saló del Llibre de París i el Premi Best-seller Nacional rus (2009) per la novel·la Els déus de l'estepa. Ha estat traduït a moltes llengües, entre les quals el català, l'alemany, l'anglès, el castellà, el francès, l'hebreu, l'hongarès, el letó, el serbi, el suec, el txec i el xinès. Està casat i té tres fills.

## Obra narrativa
- 2001: Фокс Малдер похож на свинью (Fox Mulder sembla un porc)
- 2002: Жажда.
  - La set. Traducció de Jaume Creus. Club Editor, 2006. ISBN 978-84-7329-111-8
- 2003: Рахиль
  - Raquel. Traducció de Maria Kharshiladze. Club Editor, 2008. ISBN 978-84-7329-130-9
- 2003: Год обмана (L'any de l'engany)
- 2008: Степные боги (Els déus de l'estepa)
- 2009: Дом на Озёрной (La casa del llac)
- 2010: Кольцо Белого Волка (L'anell del llop blanc)
- 2015: Холод (Fred)
- 2016: Десять историй о любви (Déu històries d'amor)
- 2017: Роза ветров (Rosa del vent)